# Karel Strnad (kapitán)
Linenschiffleutnant Karel Strnad (14. března 1885 Pohořelice – 13. srpna 1915 Otrantský průliv) byl český voják a námořní kapitán Loďstva rakousko-uherské císařské armády, který se roku 1915 stal velitelem vojenské ponorky. Zahynul v akci při jejím potopení, kdy po evakuaci posádky sestoupil s lodí ke dnu, aby nepadla do rukou nepřítele.

## Život

### Mládí
Narodil se v městečku Pohořelice nedaleko Brna na jižní Moravě. Po vychození obecné a střední školy (patrně v Brně) byl přijat na námořní akademii ve Fiume na Istrijském pobřeží. Jeho spolužákem byl rovněž pozdější ponorkový kapitán českého původu Josef Holub. Akademii dokončil v červnu roku 1903 a v hodnosti námořního kadeta (seekadett) byl přijat do řad do rakousko-uherského válečného loďstva.

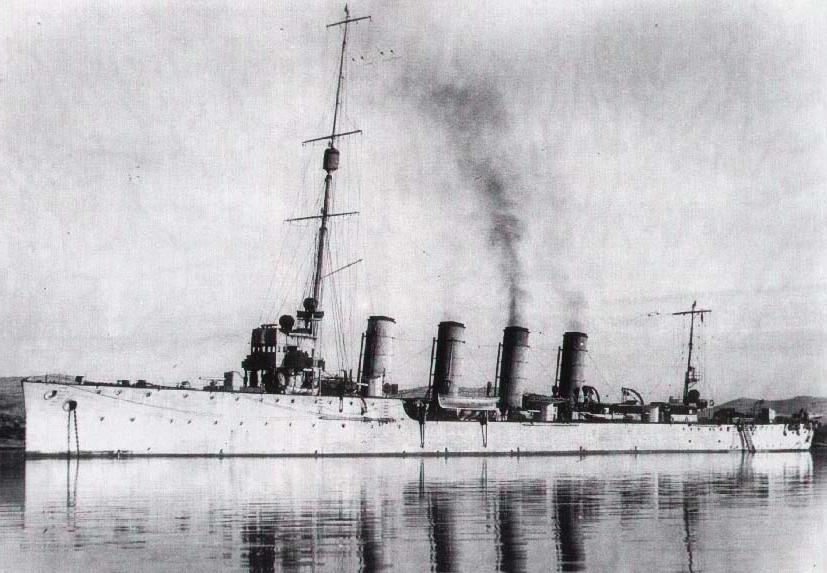
SMS Saida

Roku 1909 dosáhl hodnosti fregatního poručíka (Fregattenleutnant), roku 1913 pak hodnosti poručík řadové lodě (Linenschiffleutnant). Ještě před válkou byl za svou službu vyznamenán osmanským Řádem Medžidie.

### Velitelem ponorky
Dne 28. července 1914 Rakousko-Uhersko vyhlásilo válku Srbsku. Strnad absolvoval kurs pro velitele torpédových člunů a kurs pro ponorkové velitele. V červnu 1915 byl jmenován velitelem ponorky U-3 operující z ponorkové základny v Kotoru. Po vstupu Itálie do války 24. května 1915 se aktivita rakousko-uherského námořnictva zaměřila zejména proti italským námořním cílům v Jaderském moři, zejména v oblasti strategicky důležité Otrantské úžiny oddělující pobřeží Itálie a Albánie. Ve stejné době zde sloužili další z českých ponorkových kapitánů, například velitel U-2 a U-28 Zdenko Hudeček, či Josef Holub. Řada členů posádky U-3 a dalších ponorek byla českého původu.

### Poslední plavba U-3
U-3 vyplula z Kotoru 10. srpna 1915 pod Strnadovým velením k operační hlídkové plavbě v Jaderském moři v severní části Otranského průlivu u břehů Itálie. Ráno 12. srpna spatřila posádka italský pomocný křižník Cittá di Catania, který se následně pokusila ze vzdálenosti 300 až 400 metrů torpédovat. Posádka křižníku se však manévrem střelám vyhla a vydala se k útoku na ponorku. U-3 se podařilo útoku uniknout, ještě téhož dne večer byla však napadena italským torpédovým člunem. Rychlejší plavidlo ponorku dostihlo, vypálilo dvě torpéda a svrhlo hlubinné protiponorkové nálože. Ty prorazily několik přepážek na přídi U-3, což způsobilo náklon lodi při ponoru a poškodily periskop. I po tomto útoku však byla nadále schopna plavby a po uniknutí torpédovému člunu se na hladině vydala omezenou rychlostí zpět na kotorskou základnu.
Ráno 13. srpna spatřila posádka U-3 na obzoru italské a francouzské torpédoborce, které po informaci o útocích na ponorku vyrazily z italského přístavu Brindisi a začaly ji odstřelovat děly. Strnad vydal rozkaz k ponoření, toho však již ponorka nebyla schopna, voda navíc pronikla do elektromotorů určených pro plavbu pod hladinou a uvolněný chlór otrávil devět členů posádky. V bezvýchodné situaci vydal Strnad rozkaz k opuštění lodi. Ujistil se o evakuaci přeživších členů posádky, kteří skočili do moře, všem při tom, podle jejich vzpomínek, potřásl rukou a poděkoval. Sám pak, aby nepadla do jako kořist nepříteli, se s ponorkou ponořil ke dnu Otrantského průlivu.

### Po smrti
Zbylí členové posádky byli zachráněni loďmi francouzského námořnictva a do konce války byli internováni v zajateckých táborech.